# Jan van Glabbeeck
Jan van Glabbeeck (* um 1635; † 1686 in Puerto de Santa María, Bucht von Cádiz) war ein niederländischer Malerlehrling und Kaufmann.
Für das Jahr 1653 ist er als Lehrling bei Rembrandt in Amsterdam bezeugt, ansonsten ist über ihn als Maler nichts bekannt. Danach ist er als Kaufmann in Rom (1667) und Spanien bezeugt. Nach einer am 11. Januar 1687 in Amsterdam aufgestellten, den Nachlass betreffenden Akte, starb er in Puerto de Santa Maria, vermutlich im vorangegangenen Jahr.
Er ist nicht zu verwechseln mit dem Stilllebenmaler Gijsbert van Glabbeeck.